# Botvid Grenlunds park
Botvid Grenlunds park är Sagor & Swings femte studioalbum, utgiven på skivbolaget Häpna 2013. Skivan var duons första fullängdare sedan 2004 års Orgelplaneten.
Albumet spelades in på olika platser mellan 2006 och 2012. Det producerades av Hans Furst, mastrades av Håkan Åkesson och mixades av Andreas Werliin. Omslaget gjordes av Klas Augustsson. LP-versionen av albumet utgavs i en limiterad utgåva om 500 exemplar. Låten "In i rymden" är tillägnad astronauten Neil Armstrong.
Skivan var tänkt som den första i en skivserie, bestående av fyra temaalbum kring den fiktiva figuren Botvid Grenlund. Men då konstellationen med Björling på trummor upplöstes i januari 2014, så avblåstes projektet, och de tre övriga skivorna lämnades halvfärdiga. Istället påbörjades nya inspelningar med den ursprunglige trumslagaren Ulf Möller.

## Låtlista
1. "In i rymden" – 3:37
2. "Ingen vals om inget alls" – 4:03
3. "Landet bortom landet bortom" – 2:36
4. "Bortom landet bortom landet bortom" – 4:01
5. "16-bitarspolskan" – 3:02
6. "Livet nere på jorden" – 4:14
7. "Mire Mare" – 2:24
8. "Inget fanns finns ingenstans" – 3:37
9. "Botvid Grenlunds visa" – 3:19
10. "Fugan som förlorade sin orgelstämma" 4:26

LP–versionen
Sida A
1. "In i rymden" – 3:37
2. "Ingen vals om inget alls" – 4:03
3. "Landet bortom landet bortom" – 2:36
4. "Bortom landet bortom landet bortom" – 4:01
5. "16-bitarspolskan" – 3:02

Sida B
1. "Livet nere på jorden" – 4:14
2. "Mire Mare" – 2:24
3. "Inget fanns finns ingenstans" – 3:37
4. "Botvid Grenlunds visa" – 3:19
5. "Fugan som förlorade sin orgelstämma" 4:26

## Medverkande
Musiker
- Fredrik Björling – trummor
- Eric Malmberg – orgel, synth

Övriga
- Klas Augustsson – omslag
- Hans Furst – producent
- Andreas Werliin – mixning
- Håkan Åkesson – mastering